# Gorazd Pavel Cetkovský
Gorazd Pavel Cetkovský, OCarm. (* 6. ledna 1964, Prostějov) je český římskokatolický kněz a generální delegát Českomoravské generální delegatury Řádu karmelitánů.

## Životopis
Pavel Cetkovský se narodil 6. ledna 1964 v Prostějově. Do karmelitánského řádu vstoupil ještě před sametovou revolucí, první sliby složil 25. září 1989. Po studiu na bohoslovecké fakulty v Litoměřicích a pražské teologické fakultě byl 6. března 1991 v Kostelním Vydří vysvěcen na jáhna a 10. srpna 1991 tamtéž na kněze. V letech 1993–1995 působil jako farář ve Frýdlantě nad Ostravicí, poté působil střídavě v karmelitánských komunitách v Kostelním Vydří, Praze-Liboci (2007–2012 farář) a Olomouci-Hejčíně. Od roku 2012 je generálním delegátem Českomoravské generální delegatury Řádu karmelitánů.